# Saint-Zotique
Saint-Zotique es un municipio de la provincia de Quebec, Canadá. Es una de las ciudades pertenecientes al municipio regional de condado de Vaudreuil-Soulanges y, a su vez, a la región de Vallée-du-Haut-Saint-Laurent en Montérégie.

## Geografía
La municipalidad de Saint-Zotique se encuentra ubicada en las coordenadas 45°14′28″N 74°15′40″O / 45.24111, -74.26111. Tiene una superficie total de 50,10 km² cuyos 24,98 son tierra firme y es una de las 1135 municipalidades en las que está dividido administrativamente el territorio de la provincia de Quebec.

## Política

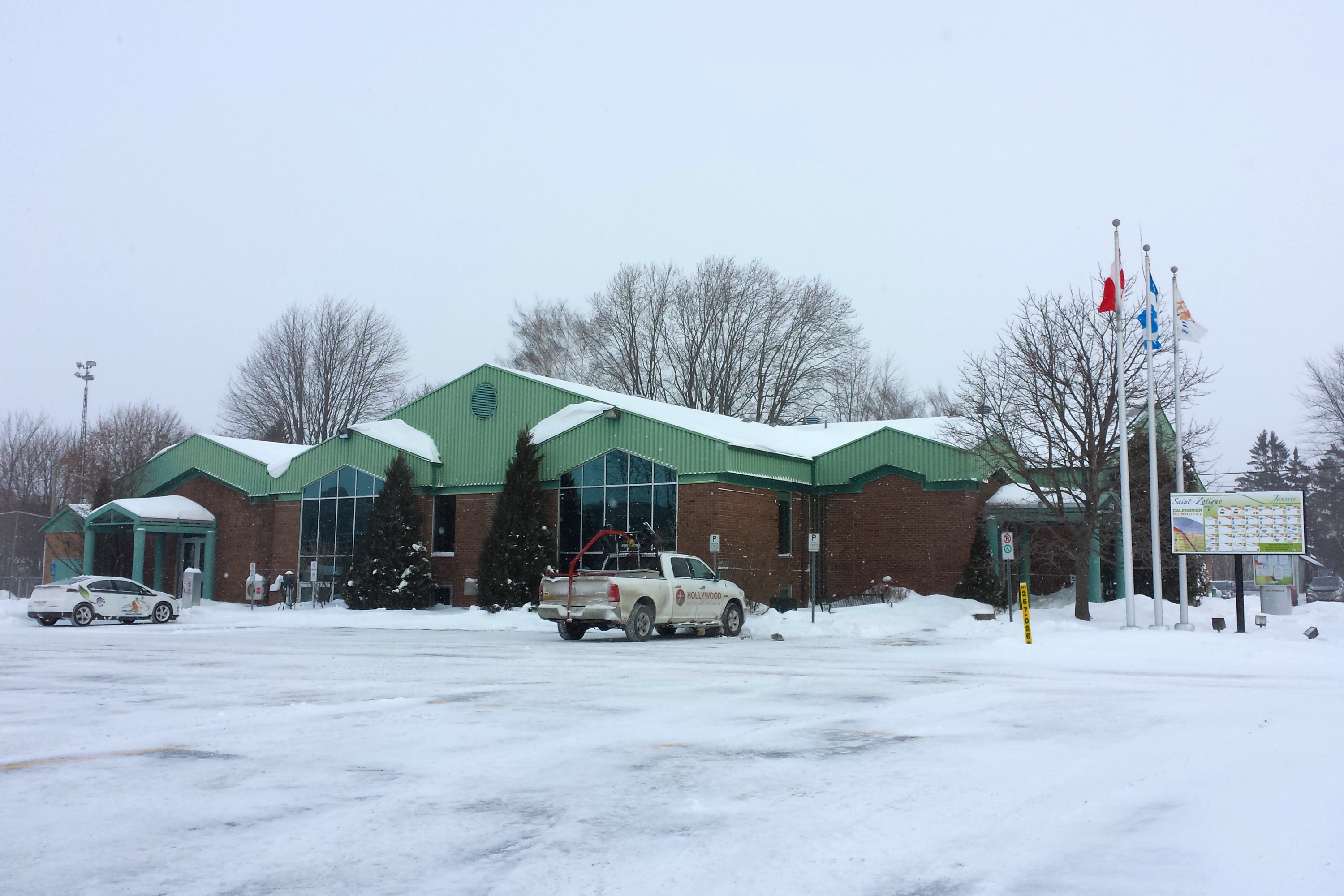
Casa municipale

Forma parte de las circunscripciones electorales de Soulanges a nivel provincial y de Vaudreuil-Soulanges a nivel federal.

## Demografía
Según el censo de Canadá de 2011, había 6773 personas residiendo en esta ciudad con una densidad de población de 268,8 hab./km². Los datos del censo mostraron que de las 5251 personas censadas en 2006, en 2011 hubo un aumento poblacional de 1522 habitantes (29,0 %). El número total de inmuebles particulares resultó de 2891. El número total de viviendas particulares que se encontraban ocupadas por residentes habituales fue de 2730.